# Чаликов, Василий Константинович
Васи́лий Константи́нович Ча́ликов (1952—2008) — последний первый секретарь Братского горкома КПСС, член ЦК КПСС, затем бизнесмен и участник движения ветеранов комсомола.

## Биография
В. К. Чаликов родился 12 августа 1952 года в г. Зима Иркутской области. В 1974 году окончил Иркутский политехнический институт.

### В Братске
После окончания вуза работал на Братском алюминиевом заводе сначала электролизником, затем производственным мастером.
С 1978 года В. К. Чаликов секретарь комитета ВЛКСМ БрАЗа, через год он вступил в КПСС, а далее начался бурный карьерный рост. С 1980 года Василий Константинович Чаликов секретарь парткома электролизного цеха, а через три года был избран секретарем парткома алюминиевого завода.
Затем назначен на должность зав. отделом промышленности Иркутского обкома КПСС (1986—1988 гг.). В 1988 году на 19 городской партконференции Братска избран первым секретарём горкома КПСС Братска. В том же 1988 году закончил Новосибирскую ВПШ.
На XXVIII съезде КПСС был избран членом Центрального комитета Компартии Советского Союза. Награждён орденом Дружбы народов и многими комсомольскими наградами.

### После 1991 года
После роспуска КПСС и запрета КП РСФСР В. К. Чаликов стал директором АНП «Дело», после образования движения ветеранов ВЛКСМ стал активным членом Иркутского регионального общественного движения «Ветераны комсомола».
Василий Константинович Чаликов трагически погиб 22 марта 2008 года на 56-м году жизни.